# Contarinia quercina
Contarinia quercina är en tvåvingeart som först beskrevs av Ewald Rübsaamen 1890.  Contarinia quercina ingår i släktet Contarinia och familjen gallmyggor. Inga underarter finns listade i Catalogue of Life.